# Liste der Kellergassen in Nußdorf ob der Traisen
Die Liste der Kellergassen in Nußdorf ob der Traisen führt die Kellergassen in der niederösterreichischen Gemeinde Nußdorf ob der Traisen an.
| Foto |                 | Kellergasse                                | Standort                            | Beschreibung |
| ---- | --------------- | ------------------------------------------ | ----------------------------------- | --- |
| BW   | Datei hochladen | Nußdorfer Straße (Franzhausen)             | KG: Franzhausen Standort            | Am westlichen Ortsrand befinden sich an der Nußdorfer Straße und in einem alten Hohlweg insgesamt 6 Keller. |
| BW   | Datei hochladen | Neusiedler Straße (Neusiedl)               | KG: Neusiedl Standort               | Am westlichen Ortsrand befinden sich einige Keller in einem Graben. |
| BW   | Datei hochladen | Bachgasse (Nußdorf)                        | KG: Nußdorf an der Traisen Standort | Einige Keller befinden sich beidseitig in der Bachgasse am südöstlichen Ortsrand. Anmerkung: Vermutlich handelt es sich hier um das von Schmidbaur erwähnte Kellergassensystem „Bierhalle / Hinterm Schloss“, für das er auf einer Länge von 200 Metern in Hohlwegen neun traufständige und drei Keller in Schildmauerform zählte, unterbrochen von sechs Um- oder Neubauten. |
| BW   | Datei hochladen | Kirchengasse (Nußdorf)                     | KG: Nußdorf an der Traisen Standort | Die beidseitige Einzelkellergasse befindet sich nordwestlich des Ortskerns in Grabenlage. Sie umfasst zwölf Gebäude auf 150 Metern Länge: zehn traufständige Keller und zwei Um- oder Neubauten. |
| BW   | Datei hochladen | Schmiedgasse (Nußdorf)                     | KG: Nußdorf an der Traisen Standort | Die 300 Meter lange einseitige Einzelkellergasse befindet sich am westlichen Ortsrand an einer Geländekante. Früher befanden sich hier mehr als ein Dutzend Keller; einige davon sind durch neue Wohngebäude ersetzt worden. |
| BW   | Datei hochladen | Grumbiglgasse (Reichersdorf)               | KG: Reichersdorf Standort           | Am nordöstlichen Ortsrand befinden sich etwa 5 Keller, unterbrochen von einigen neuen Wohnbauten, einseitig auf 130 Metern Länge an einer Geländekante. |
| BW   | Datei hochladen | Schabeln (Reichersdorf)                    | KG: Reichersdorf Standort           | Nordöstlich außerhalb des Orts sind drei Keller einseitig in einem Hohlweg. |
| BW   | Datei hochladen | Kellergasse / Weinriedenweg (Reichersdorf) | KG: Reichersdorf Standort           | Das beidseitige Kellergassensystem befindet sich westlich außerhalb des Orts in Hohlwegen. Auf 500 Metern Länge befinden sich 36 Gebäude, davon 26 Keller oder Presshäuser, vorwiegend traufständig. Die älteste Datierung ist von 1847. |
| ja   | Datei hochladen | Dorfstraße (Theyern)                       | KG: Theyern Standort                | Am nordwestlichen Ortsrand befinden sich in Grabenlage beidseitig vier Keller. |

| Foto:                    | Fotografie der Kellergasse (Gesamtheit). Klicken des Fotos erzeugt eine vergrößerte Ansicht. Daneben finden sich zwei Symbole: \| Weitere Bilder vorhanden \| Das Symbol bedeutet, dass weitere Fotos des Objekts verfügbar sind. Durch Klicken des Symbols werden sie angezeigt. \| \| Eigenes Foto hochladen \| Durch Klicken des Symbols können weitere Fotos des Objekts in das Medienarchiv Wikimedia Commons hochgeladen werden. \| |
| Name:                    | Bezeichnung der Kellergasse |
| Standort:                | Es ist die Katastralgemeinde (KG) angegeben. Durch Aufruf des Links Standort wird die Lage der Kellergasse in verschiedenen Kartenprojekten angezeigt. |
| Beschreibung             | Kurze Beschreibung der Kellergasse |
| Weitere Bilder vorhanden | Das Symbol bedeutet, dass weitere Fotos des Objekts verfügbar sind. Durch Klicken des Symbols werden sie angezeigt. |
| Eigenes Foto hochladen   | Durch Klicken des Symbols können weitere Fotos des Objekts in das Medienarchiv Wikimedia Commons hochgeladen werden. |

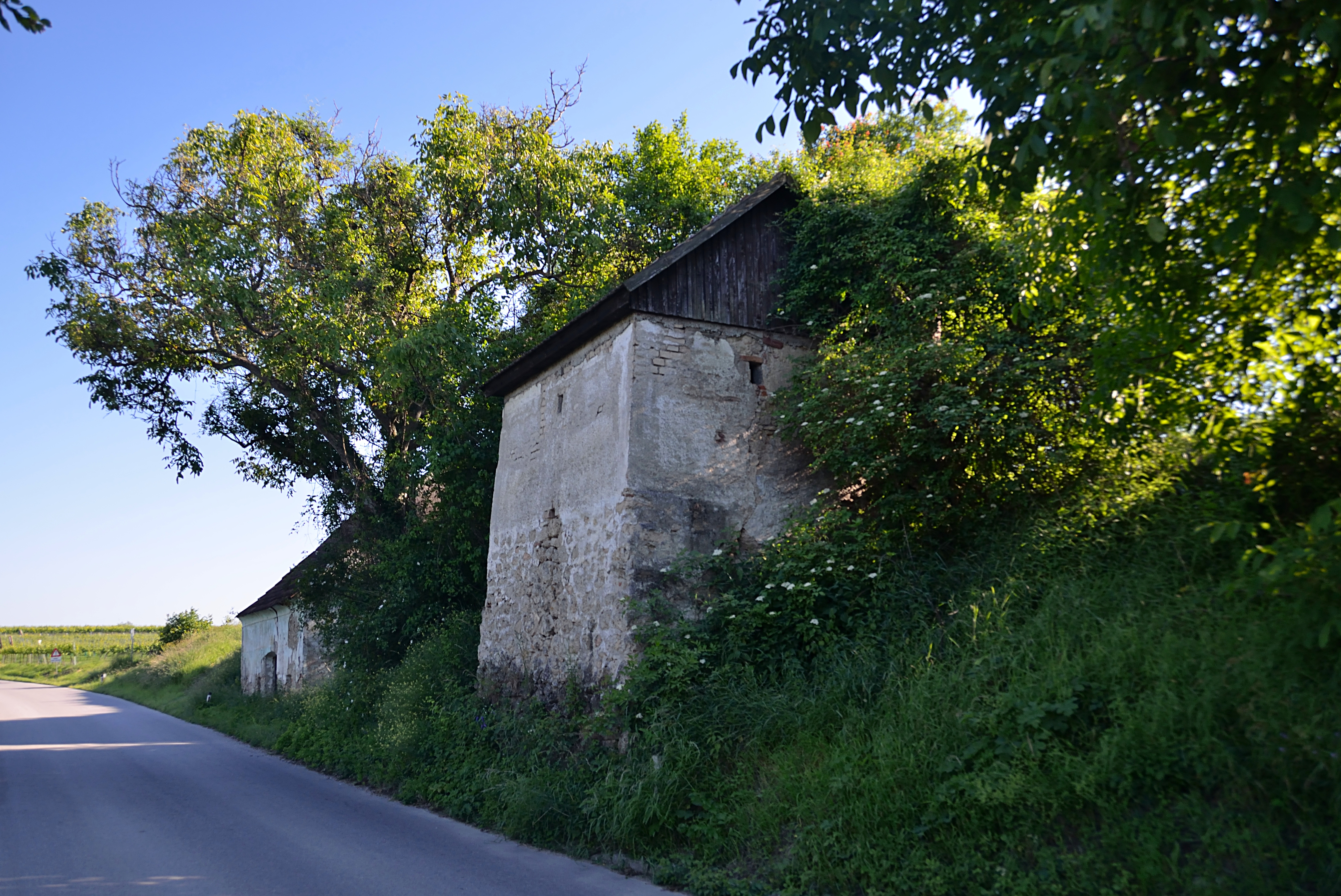
Keller bei der Abzweigung nach Franzhausen

Außer den angeführten Kellergassen gibt es noch einige weitere Weinkeller im Gemeindegebiet; so befanden sich zwei alte Keller an der Straße südlich von Nußdorf, an der Abzweigung nach Franzhausen.